# 南丰镇 (广汉市)
南丰镇，是中华人民共和国四川省德阳市广汉市下辖的一个乡镇级行政单位。2019年12月，撤销新平镇，将其所属行政区域划归南丰镇管辖。

## 行政区划
南丰镇下辖以下地区：
场镇社区、建新村、永乐村、七玉村、双福村、元盛村、阳关村和槐树村。